# Gare de Thun-le-Paradis
Gare de Thun-le-Paradis vasútállomás Franciaországban, Meulan-en-Yvelines településen.

## Vasútvonalak
Az állomást az alábbi vasútvonalak érintik:
- Párizs-Saint-Lazare-Mantes-Station via Conflans-Sainte-Honorine-vasútvonal

## Kapcsolódó állomások
A vasútállomáshoz az alábbi állomások vannak a legközelebb:
- Gare de Meulan - Hardricourt (Gare de Vernon, Transilien J vonal)
- Gare de Vaux-sur-Seine (Paris Gare Saint-Lazare, Transilien J vonal)